# Paratalara inversa
Paratalara inversa är en fjärilsart som beskrevs av William Schaus 1905. Paratalara inversa ingår i släktet Paratalara och familjen björnspinnare. Inga underarter finns listade i Catalogue of Life.